# Андреас Куен
Андреас Куен (нім. Andreas Kuen, нар. 24 березня 1995, Цамс) — австрійський футболіст, півзахисник грецького клубу «Атромітос».
Виступав, зокрема, за клуби «Рапід» (Відень) та «Штурм» (Грац), а також юнацьку збірну Австрії.

## Клубна кар'єра
Народився 24 березня 1995 року в місті Цамс. Вихованець футбольної школи клубу «Ленгенфельд». 
2011 року приєднався до «Ваккера» (Інсбрук), але спочатку виступав за резервну команду в Регіоналлізі, взявши участь у 25 матчах чемпіонату. На початку сезону 2012/13 він був залучений до основної команди тренером Вальтером Коглером, де 21 липня 2012 року дебютував у Бундеслізі в грі проти «Рапіда» з Відня (0:4). На 81-й хвилині Куен вийшов замість Крістофера Верніцніга. Всього за інсбрукців Андреас зіграв 13 ігор у чемпіонаті і забив 1 гол.
4 червня 2014 року було оголошено про перехід Андреаса Куена у віденський «Рапід». втім і тут основним гравцем півзахисник не став, через що виступав також за резервну команду, а також в оренді за нижчоліговий «Флорідсдорфер».
У травні 2018 року Куен став гравцем «Маттерсбурга». За новий клуб він провів 38 матчів у Бундеслізі за два сезони. Після того як клуб припинив існування після сезону 2019/20, він приєднався до «Штурма» (Грац), підписавши контракт до червня 2022 року. Там за два сезони півзахисник зіграв 60 матчів у Бундеслізі і влітку 2022 року покинув команду по завершенні контракту.
21 червня 2022 року Куен приєднався до грецького «Атромітоса», підписавши угоду до літа 2023 року.

## Виступи за збірні
2011 року дебютував у складі юнацької збірної Австрії (U-17), загалом на юнацькому рівні взяв участь у 8 іграх.